# جبول
جبّول، قرية فلسطينية مهجّرة أثرية، تقع في الجهة الشمالية من مدينة بيسان. اعتدى اليهود على جبّول عام 1948 فطردوا سكانها العرب منها، ودمروا بيوتهم. فيما بعد أخذ سكان مستعمرة “بيت يوسف” الواقعة شرقي جبّول يستغلون أراضي القرية العربية.

## موقع القرية
تصل قرية جبّول طرق معبّدة ثانوية بكل من بيسان وقريتيّ كوكب الهوا والحميدية، وتصلها دروب ممهدة بخربتيّ زبعة وخربة أم صابونة. كما أنّها عرفت في العهد الروماني باسمها الحالي.
أقيمت جبّول فوق إحدى التلال التي تمثل حضيض سفوح مرتفعات الحافة الجبلية لغور بيسان، ترتفع 100م فوق سطح البحر ويجري في أراضيها الجنوبية وادي العشّة الذي ينحدر من المرتفعات الجبلية غربًا ويخترق غور بيسان ليرفد نهر الأردن.
بُنيت بيوت جبّول من الحجر واللبن، اتخذ مخططها شكلًا دائريًا شعاعيًا، إذ تتفرّع شبكة من الشوارع الضيّقة لتربط بين وسط القرية والشوارع الدائرية المحيطة بالوسط. امتدّت مباني القرية على شكل محاور بمحاذاة الطرق المتفرعة من جبّول نحو القرى المجاورة، واتّسعت مساحة القرية إلى 33 دونمًا في عام 1945.

## القرية اليوم
أصبحت منازل القرية ركامًا تغطيه الأشجار والأشواك والحشائش البرية، أما الأراضي المحيطة بالموقع فهي اليوم مزروعة.

## المستعمرات الإسرائيلية على أراضي القرية
لا مستعمرات إسرائيلية على أراضي القرية اليوم. أمّا مستعمرة «بيت يوسف» التي بنيت في سنة 1937 على أراضي قرية زبعة، فهي على بعد كيلومترين إلى الجنوب الشرقي. وثمة مزرعة، تعرف باسم دوشن، أنشئت في سنة 1955 على أراض تابعة لقرية زبعة، وهي قريبة من موقع القرية.